# Морено Гонсалес, Насарио
Наса́рио Море́но Гонса́лес (исп. Nazario Moreno González), известен как El Más Loco и El Chayo, прозвище Бешеный (8 марта 1970, Апатсинган, Мичоакан — 9 марта 2014, Тумбискатио, Мичоакан) — мексиканский наркобарон, основатель и лидер одного из крупнейших наркокартелей Мексики Ла Фамилиа. Картель Ла Фамилиа иногда описывается как квазирелигиозный, так как его лидеры называют убийства «божественным правосудием».

## Биография
Родился в бедной семье в сельской местности, во время пребывания в США на заработках в 1980-е годы увлекся религией, стал Свидетелем Иеговы, после чего по возвращении в Мексику занялся наркоторговлей.
Ла Фамилиа начиналось как партнерство с наркокартелем Гольфо. Позже Гонсалес с Мендосой, Варгасом, Мединой, Мартинесом, Планкарте, Эрнандесом и Барроном организовали независимый наркокартель Ла Фамилиа. 23 марта 2009 года, правительство Мексики предложило награду для 24 главных фигур наркобизнеса в Мексике, предлагая целых два миллиона долларов для каждого наркобарона. В этот список был включен и Насарио Морено Гонсалес.
Убит 9 марта 2014 года полицейскими при попытке задержания.